# Мошинський Євген Іванович
Євге́н Іва́нович Мошин́ський (13 грудня 1881 с. Городище, Сквирський повіт, Київська губернія — † 29 липня 1925, м. Лунинець, Поліське воєводство, Польська Республіка, зараз Білорусь) — генерал-хорунжий Армії УНР.

## Життєпис
Походив з селян с. Городище Сквирського повіту  Київської губернії.

### В Російській армії

В часі служби в Російській армії

30 вересня 1902 р. був покликаний на військову службу до 165-го піхотного Луцького полку (Київ) на правах однорічника 2-го розряду. 31 серпня 1903 р. вступив до  Чугуївського піхотного юнкерського училища, яке закінчив 26 лютого 1906 р. першим — з занесенням на мармурову дошку. Після закінчення училища служив у 131-му піхотному Тираспольському полку.
7 грудня 1906 р. — 2 червня 1907 р. викладав російську мову у школі підпрапорщиків 33-ї піхотної дивізії. 20 червня—5 вересня 1907 р. був відряджений у справі охорони кордону в с. Каракурт Карської області. 2 лютого 1908 р. перевівся до Ковненської фортечної артилерії.
26 вересня 1911 р. після вступних іспитів був зарахований до Олександрівської Військово-юридичної академії. З 31 серпня 1913 р — штабс-капітан. 26 травня 1914 р. закінчив академію за 1-м розрядом. Поступив у розпорядження Головного Військово-судового управління.
З початком  Першої світової війни за власним бажанням повернувся до Ковненської фортечної артилерії, де прийняв роту. Брав участь у боях за фортецю Ковно. З 24 жовтня 1915 р. був переведений на військово-прокурорську посаду до корпусного суду 4-го армійського корпусу. З вересня 1915 р. обіймав посади військового слідчого 35-го, 31-го, 1-го Гвардійського корпусів, Окремої армії. З 21 серпня 1917 рр. — товариш військового прокурора Південно-Західного фронту. З 6 серпня 1917 р. — підполковник.

### На службі Україні
З 1 січня 1918 р. — начальник кодифікаційного відділу Судового управління Генерального військового секретаріату УНР. З 09 серпня 1918 р. — начальник юрисконсульського відділу Головної військово-юридичної управи Військового міністерства Української Держави. З 1 вересня 1918 р. — товариш прокурора Київського військового вищого суду.
З 23 березня 1919 р. — начальник Законодавчої управи Головного військово-юридичного управління Військового міністерства УНР. З 14 червня 1919 р. — начальник Головного військово-юридичного управління та головний військовий прокурор УНР. З 31 січня 1920 р. — начальник Головного військово-юридичного управління. З 5 жовтня 1920 р. — генерал-хорунжий. Літом 1921 Головний військовий прокурор УНР Мошинський розробив Положення про повстанський суд та Присяжну обітницю.
Помер та похований у м. Лунинець на Поліссі.